# Niko Eeckhout
Niko Eeckhout (Izegem, 16 dicembre 1970) è un dirigente sportivo ed ex ciclista su strada belga, professionista dal 1992 al 2013.

## Carriera
Ciclista dotato di grande velocità negli sprint, ha conquistato numerosissime vittorie, tra le quali spicca la prova in linea ai Campionati belgi di ciclismo su strada nel 2006 battendo proprio in volata Philippe Gilbert e Tom Boonen e la classifica finale dell'UCI Europe Tour 2006 . È riuscito inoltre a conquistare per ben 4 volte il Memorial Rik Van Steenbergen.
Dopo quattro anni al team Topsport Vlaanderen (prima Chocolade Jacques), dal 2009 mette la sua esperienza al servizio dell'An Post-Sean Kelly Team.
Si ritira dall'attività al termine della stagione 2013, a 42 anni.

## Palmarès
- 1992

Gent-Ieper
3ª tappa Tour de Liège
- 1993

Omloop der Vlaamse Ardennen - Ichtegem
Omloop Groot-Oostende
Omloop van de Vlaamse Scheldeboorden
Omloop Schelde-Durme
2ª tappa Tour du Poitou-Charentes
3ª tappa Tour du Poitou-Charentes
- 1996

Zellik-Galmaarden
Grand Prix de Lillers
Kampioenschap van Vlaanderen
- 1997

Grand Prix de Lillers
- 1998

Kampioenschap van Vlaanderen
- 1999

Omloop van de Westkust-De Panne
- 2000

Omloop van de Westkust-De Panne
Grand Prix Rudy Dhaenens
Kampioenschap van Vlaanderen
Omloop van het Houtland
- 2001

1ª tappa Étoile de Bessèges (La Ciotat > Aubagne)
Classifica generale Étoile de Bessèges
Dwars door Vlaanderen
2ª tappa Giro di Danimarca (Aalborg > Aarhus)
Grote Prijs Jef Scherens
Memorial Rik Van Steenbergen
Delta Profronde
3ª tappa Circuit Franco-Belge (Bondues > Pecq/Hérinnes)
- 2003

Memorial Rik Van Steenbergen
1ª tappa Tour de la Région Wallonne
- 2004

4ª tappa Ster Elektrotoer (Sittard-Geleen > Schijndel)
Delta Profronde
- 2005

Dwars door Vlaanderen
2ª tappa Tre Giorni di La Panne (Zottegem > Koksijde)
Grand Prix d'Isbergues
1ª tappa Circuit Franco-Belge (Comines > Estaimpuis)
Omloop van de Vlaamse Scheldeboorden
- 2006

3ª tappa Tre Giorni delle Fiandre Occidentali (Ichtegem > Ichtegem)
Classifica generale Tre Giorni delle Fiandre Occidentali
Campionati belgi, Prova in linea
3ª tappa Circuit Franco-Belge (Mouscron > Dottignies)
Memorial Rik Van Steenbergen
Kampioenschap van Vlaanderen
Omloop van het Waasland
- 2007

Omloop van het Waasland
- 2008

Omloop van het Waasland
- 2009

4ª tappa Vuelta a Extremadura (Miajadas > Miajadas)
5ª tappa Vuelta a Extremadura (Mérida > Mérida)
1ª tappa FBD Insurance Rás (Kilcullen > Wexford)
Grote Prijs Stad Zottegem
Memorial Rik Van Steenbergen
- 2010

5ª tappa Étoile de Bessèges (Gagnières > Bessèges)
3ª tappa Ronde de l'Oise (Ravenel > Verneuil-en-Halatte)
- 2011

3ª tappa Tre Giorni delle Fiandre Occidentali (Nieuwpoort > Ichtegem)
- 2012

Omloop der Kempen
Schaal Sels

### Altri successi
- 1993

Omloop van het Meetjesland -Oosteeklo (Kermesse)
Oostrozebeke (Kermesse)
- 1995

Omloop Mandel-Leie-Schelde (Derny)
Grand Prix du Printemps a Hannut (Criterium)
- 1996

Beveren-Leie (Kermesse)
Aalter (Kermesse)
Straelen (Criterium)
- 1998

De Panne Beach Endurance (Mountain-Bike]
- 1999

Grand Prix Belsele-Puivelde (Kermesse)
Gullegem Koerse (Kermesse)
Grand Prix Frans Melckenbeeck-Lede (Kermesse)
Grand Prix Stadt - Sint-Niklaas (Kermesse)
Houtem-Vilvoorde (Kermesse)
Oostrozebeke (Kermesse)
Gullegem-Gullegem (Kermesse)
- 2000

Grand Prix Belsele - Puivelde (Kermesse)
Boom (Derny)
Oostrozebeke (Kermesse)
- 2001

Classifica a punti Étoile de Bessèges
Classifica a punti Driedaagse De Panne - Koksijde
Erembodegem (Kermesse)
Stad Kortrijk (Criterium)
Beveren-Leie (Kermesse)
- 2003

Grand Prix Belsele - Puivelde (Kermesse)
- 2005

Dentergem (Kermesse)
Ninove - G.P. Beeckman-De Caluwé (Kermesse)
Omloop van de Vlaamse Scheldeboorden (Circuito)
Classifica sprint Giro del Belgio
- 2006

Classifica a punti Circuit Franco-Belge
Grand Prix Stadt-Sint-Niklaas (Kermesse)
Stad Kortrijk (Criterium)
Izegem (Kermesse)
Oostrozebeke (Kermesse)
Classifica finale UCI Europe Tour
- 2009

Classifica a punti FBD Insurance Rás
- 2010

Classifica sprint Giro del Belgio
- 2011

Houthalen-Helchteren (Criterium)
Koers Dr. Roggeman-Stekene (Kermesse)
Profkoers Sint-Niklaas (Kermesse)
Houtem (Cronocoppie con Dries Hollanders)
Zwevezele (Kermesse)
- 2012

Wanzele (Kermesse)